# Kalven (Degerfors socken, Västerbotten, 717152-166022)
Kalven är en sjö i Vindelns kommun i Västerbotten och ingår i Umeälvens huvudavrinningsområde. Sjön har en area på 0,135 kvadratkilometer och ligger 221,4 meter över havet. Sjön avvattnas av vattendraget Maltan.

## Delavrinningsområde
Kalven ingår i det delavrinningsområde (717207-165904) som SMHI kallar för Inloppet i Maltträsket. Medelhöjden är 311 meter över havet och ytan är 10,2 kvadratkilometer. Räknas de 9 avrinningsområdena uppströms in blir den ackumulerade arean 64,05 kvadratkilometer. Maltan som avvattnar avrinningsområdet har biflödesordning 3, vilket innebär att vattnet flödar genom totalt 3 vattendrag innan det når havet efter 150 kilometer. Avrinningsområdet består mestadels av skog (91 procent). Avrinningsområdet har 0,22 kvadratkilometer vattenytor vilket ger det en sjöprocent på 2,1 procent.